# Lê Văn Hoạch
Lê Văn Hoạch, né à Phong Điền en 1896 et mort à Cần Thơ en 1978, est un homme politique vietnamien, président du gouvernement de la République autonome de Cochinchine de 1946 à 1947.

## Biographie
Né à Phong Điền, dans la région de Cần Thơ, Lê Văn Hoạch suit des études de médecine à l'Université de Hanoï, puis en France. De retour en Cochinchine, il s'implique dans le mouvement caodaïste. Au moment du coup de force japonais de mars 1945, il exerce à Cần Thơ des fonctions de chef de la police dont il use pour aider des Français à se cacher. En juin 1946, en reconnaissance des services fournis, les Français lui confèrent un siège au Conseil consultatif de Cochinchine, en tant que représentant de Cần Thơ.
Fin 1946, après le suicide de Nguyễn Văn Thinh, président du gouvernement autonome cochinchinois, l'intérim est assuré par le colonel Nguyễn Văn Xuân mais les prises de position de ce dernier en faveur de l'union des trois pays vietnamiens (alors toujours séparés entre Annam, Tonkin et Cochinchine) poussent les Français à lui préférer Lê Văn Hoạch.
Une fois président du gouvernement provisoire, Hoạch se positionne en faveur de l'indépendance de la Cochinchine, mais il perd bientôt le soutien de la population de Saïgon. Les Français, constatant le peu de succès des thèses autonomistes, abandonnent dès lors l'idée de conserver la Cochinchine en tant que république autonome. Alors que l'option d'un rappel au pouvoir de l'ex-empereur Bảo Đại, à la tête d'un Viêt Nam unifié, semble se préciser, Xuân joue de son influence pour être nommé chef du gouvernement sudiste afin de pouvoir jouer les intermédiaires entre les Français et Bảo Đại. Début octobre, il obtient de pouvoir remplacer Lê Văn Hoạch à la tête du gouvernement de la Cochinchine (rebaptisé Gouvernement provisoire du Sud Viêt Nam).
Lê Văn Hoạch lance alors un nouveau mouvement, l'Assemblée nationale vietnamienne, et se positionne en faveur d'une restauration de la monarchie, en affirmant que l'abdication de Bảo Đại en 1945 était invalide. Il cherche à former un front commun rassemblant les caodaïstes, les Hòa Hảo, les catholiques et les protestants, mais ne parvient pas à regagner une réelle influence.
En 1952, il devient ministre de la santé dans le gouvernement d'« union nationale » de Nguyễn Văn Tâm. Par la suite, il continue d'être actif dans les milieux politiques du Sud Viêt Nam.